# TUIfly Nordic
TUIfly Nordic AB, trước đây gọi là Britannia Nordic hoặc Transwede, là một hãng hàng không bay thuê chuyến có trụ sở tại Stockholm, Thụy Điển. Tên hãng này thay đổi ngày 1 tháng 5 năm 2006. Hãng cung ứng các chuyến bay thuê chuyến cho khách nghỉ dưỡng từ các sân bay ở Đan Mạch, Phần Lan, Na Uy và Thụy Điển để vận chuyển du khách nghỉ dưỡng của các nhà khai thác tour du lịch Star Tour (Đan Mạch và Na Uy), Fritidsresor (Thụy Điển) và Finnmatkat (Phần Lan).
Hãng này có điểm đến ở quần đảo Canary, Ai Cập, Hy Lạp, Địa Trung Hải, và Thái Lan.
Hãng hàng không đầu tiên được thành lập vào năm 1985 để đảm trách mảng bay thuê chuyến của Transwede Airways. Năm 1996, mảng bay thuê chuyến của hãng hàng không được quản lý bởi công ty du lịch Thụy Điển Fritidsresor và đổi tên thành Britannia AB và sau đó đổi tên thành Britannia Nordic. Năm 2000 Preussag (sau này TUI) mua lại Tập đoàn Thomson.